# Manuela Sáenz
Manuela Sáenz (ur. 1797 w Quito, zm. 1856) – ekwadorska rewolucjonistka, pionierka feminizmu w Ameryce Południowej, kochanka Simóna Bolívara.

## Życiorys
Urodziła się w 1797 roku w Quito jako nieślubna córka Maríi Joaquiny de Aizpuru, kochanki hiszpańskiego przedsiębiorcy Simóna Sáenza. W 1817 roku wyszła za mąż za zamożnego angielskiego kupca Jamesa Thorne'a. Wkrótce przeniosła się z mężem do Limy, gdzie mieszkała do 1820 roku. W tym mieście działała na rzecz niepodległości Peru. Za swoje działania w tym zakresie otrzymała order od władz Peru, została też dopuszczona do żeńskiej sekcji tzw. Zakonu Słońca, organizacji patriotycznej stworzonej przez José de San Martína. Uważano ją za skandalistkę ponieważ kwestionowała przyjęte wówczas role płciowe obowiązujące kobiety - ostentacyjnie odmawiała chodzenia do kościoła, angażowała się w życie polityczne, jeździła konno i posługiwała się bronią palną. W 1822 w Quito roku poznała Simóna Bolívara i stała się jego towarzyszką życia aż do jego śmierci w 1830 roku. Po śmierci Bolivara żyła w ubóstwie, zmarła w 1856 roku. 
W 2010 roku pochowano ją z honorami obok Bolívara w Panteonie Narodowym w Caracas. Współcześnie Sáenz jest inspiracją dla feministek w Wenezueli, Kolumbii i Ekwadorze.